# Salles-la-Source
Salles-la-Source là một xã trong vùng Occitanie, thuộc tỉnh Aveyron, quận Rodez, tổng Marcillac-Vallon. Tọa độ địa lý của xã là 44° 26' vĩ độ bắc, 2° 30' kinh độ đông. Salles-la-Source nằm trên độ cao trung bình là 400 mét trên mực nước biển, có điểm thấp nhất là 290 mét và điểm cao nhất là 613 mét. Xã có diện tích 78,03 km², dân số vào thời điểm 1999 là 1594 người; mật độ dân số là 20 người/km².